# Muhàmmad ibn Màlik-Xah
Abu-Xujà Ghiyath-ad-Dunya wa-d-Din Muhàmmad ibn Màlik-Xah (àrab: أبو شجاع غياث الدنيا و الدين محمد بن ملكشاه, Abū Xujāʿ Ḡiyaṯ ad-Dunyā wa d-Dīn Muḥammad b. Malik-xāh) o, més senzillament, Muhàmmad ibn Màlik-Xah (gener de 1082-abril de 1118) conegut també com a Muhàmmad I (Muhammad I Tapar o Muhammad I ibn Malik Shah, fou gran sultà seljúcida (1105-1118) a l'Iraq i Pèrsia occidental. El seu malnom "Tapar" vol dir "El que aconsegueix" o "El que troba".
Era germanastre de Barkyaruq i va rebre l'Azerbaidjan i l'Arran quan el seu germà va pujar al tron el 1092. El seu germà Sanjar va rebre els territoris orientals. Tant Sandjar com Muhammad eren germans de Barkyaruq per part de pare però eren de diferent mare i foren incitats a la revolta per Majd al-Mulk, fill de Nizam al-Mulk que havia perdut el càrrec de visir per decisió de Barkyaruq, en favor d'un germà, Muayyid al-Mulk, que era el seu rival i que després va donar suport a Muhàmmad. Una guerra civil va seguir amb constants canvis d'aliança i en la qual la victòria afavoria de vegades a uns i de vegades a altres. Un acord va establir que Muhammad governaria Azerbaidjan i Armènia sota sobirania de Barkyaruq, però Muhammad no va quedar satisfet i aviat va reprendre la lluita i fou derrotat fugint a Armènia.
Finalment Barkyaruq, malalt a causa d'aquestes guerres, va acabar acceptant el 1104 la partició del sultanat, conservant el Djibal amb Rayy i Tabaristan, Fars, Khuzestan, la meitat de l'Iraq i Hedjaz, mentre el seu germà Muhàmmad rebia l'altra meitat de l'Iraq, Esfahan, la frontera de l'oest, Azerbaidjan i Síria i l'encàrrec de fer la guerra santa. Sandjar per la seva banda, a l'Orient, havia de llegir la khutba en nom de Muhammad i en nom propi però no en nom de Barkyaruq, i rebia el títol de malik. El sultà Barkyaruq va morir l'any següent (1105) i encara que a Bagdad fou proclamat el seu fill Malik Shah II, Muhàmmad I el va eliminar (el va fer matar) i es va assegurar tot el poder.
Es va haver d'enfrontar als prínceps seljúcides Mengü-Bars ibn Böri-Bars i a Kilidj Arslan ibn Sulayman ibn Kutlumush, que reclamaven territoris (1106-1107). El 1107 va nomenar visir a Nizam al-Mulk Dita al-Mulk Ahmad, germà de Muayyid al-Mulk.
Un altre problema eren els amirs turcs i els caps àrabs: Kerbugha a l'alta Mesopotàmia i després el seu successor Djekermish (Čokermish), quasi independents a Mossul; els ortúquides al Diyar Bakr; els principats turcmans a Armènia i els rawwàdides a Aní, dels que va néixer el poder de Sukman al-Kutbi, antic oficial seljúcida, que es va proclamar Shah-i Armin a Akhlat; els mazyàdides a la Batiha; els senyors kurds a les muntanyes del Kurdistan i Luristan; les províncies de la mar Càspia amb les seves dinasties locals; i les zones muntanyoses del Khorasan; a més de senyories buwàyhides, i de grans oficials feudataris seljúcides, la més coneguda la dels fills de Bursuk a Tustar. L'emir mazyàdida Sadaka ibn Mansur, inicialment un aliat estret de Muhammad, fou derrotat i mort en combat l'hivern del 1107 a 1108. L'amir de Fars i Khuzestan, Čawli Sakawu es va sotmetre a Muhàmmad I que el va nomenar governador de Mossul en el lloc de l'amir Čokermish i el seu fill Zengi, i després altres amirs turcs foren enviats a governar Mossul, especialment els atabegs del seu fill Masud, Aq-Súnqur al-Bursuqí i Ay Aba Djuyush Beg (Čawush Beg).
Muhàmmad I volia intervenir en ajut dels prínceps de Síria contra els croats. El senyor de Trípoli del Líban deposat, Fakhr al-Mulk ibn Ammar, es va refugiar a la seva cort i Muhàmmad va enviar forces a Trípoli que alleujar el setge a la que els croats la sotmetien. Amb el califa abbàssida, Muhàmmad I hi va tenir bones relacions i entre 11108 i 1110 una germana seva, Khatun al-Isma, es va casar amb el califa al-Mústadhhir (1094-1118).
Amb el regne de Geòrgia va rebutjar un atac georgià a Gandja. Quant als kurds shabankara que feien atacs de pillatge al Fars, va fer una campanya de càstig que va encarregar a Čawli Sakawu al que va tornar a nomenar com a governador de Fars i Khuzestan. També va fer un atac contra els ismaïlites d'Alamut, poc abans de morir.
Muhàmmad va morir l'abril de 1118 als 36 anys, d'una malaltia i el va succeir el seu fill i hereu Mahmud II ibn Muhàmmad ibn Màlik-Xah. Fou el darrer sultà gran seljúcida amb poder efectiu arreu dels seus dominis, i després d'ell ja es van imposar els atabegs turcs disminuint l'autoritat del sultà.